# Hylodes philippi
Espèce
"Hylodes" philippi est une espèce d'amphibiens de la famille des Craugastoridae. Elle a été découverte en Équateur.

## Taxinomie
La position générique de cette espèce est incertae sedis. Elle a été relevée de sa synonymie avec Oreobates quixensis par Padial et al. en 2012 où elle avait été placée par Lynch et Schwartz en 1971. Cette espèce est rapprochée de Hypodactylus et pourrait être synonyme de Hypodactylus dolops ou de Hypodactylus nigrovittatus.

## Publication originale
- Jiménez de la Espada, 1875 : Vertebrados del viaje al Pacifico : verificado de 1862 a 1865 por una comisión de naturalistas enviada por el Gobierno Español : batracios, p. 1-208 (texte intégral).